# Phasia aldrichi
Phasia aldrichi là một loài ruồi trong họ Tachinidae.